# 伊豆長岡町
伊豆長岡町（いずながおかちょう）は、静岡県東部の伊豆半島の田方郡にあった町である。
2005年4月1日に韮山町、大仁町と合併して伊豆の国市になった。現在の伊豆の国市の西部にあたる。

## 地理
- 河川：狩野川

## 歴史

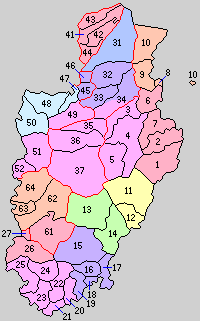
伊豆地域の町村。45が町村制施行時の川西村 (46.江間村)

- 1889年（明治22年）4月1日 - 古奈村・戸沢村・長岡村・天野村・小坂村・長瀬村・墹之上村・花坂村が合併し、君沢郡川西村となる。
- 1896年（明治29年）4月1日 - 田方郡の区域となる。
- 1930年（昭和5年）10月26日 - 北伊豆地震の発生により倒壊家屋多数、死者8人[1]。
- 1934年（昭和9年）11月3日 - 町制施行により、伊豆長岡町となる。
- 1954年（昭和29年）3月31日 田方郡江間村を編入。
- 2005年（平成17年）4月1日 - 韮山町、大仁町と合併し、伊豆の国市となる。

## 隣接している自治体
- 沼津市
- 伊豆市
- 田方郡：函南町、韮山町、大仁町

## 姉妹都市
- 長岡京市（京都府）

## 交通

### 鉄道
伊豆長岡町に鉄道駅は設置されていなかった。
※伊豆箱根鉄道駿豆線に伊豆長岡駅があったが、伊豆長岡町ではなく韮山町域にあった。

### 道路
- 国道136号
- 国道414号

## 名所・旧跡・観光スポット・祭事・催事
- 伊豆長岡温泉